# Lithobius catascaphius
Lithobius catascaphius är en mångfotingart som först beskrevs av Karl Wilhelm Verhoeff 1937.  Lithobius catascaphius ingår i släktet Lithobius och familjen stenkrypare.
Artens utbredningsområde är Italien. Inga underarter finns listade i Catalogue of Life.